# Асесор
Асе́сор (лат. assessor — засідатель) — засідатель, помічник, лавник, певна службова посада. 
Звання асесора існувало в Стародавньому Римі і країнах феодаольної Європи. Збереглось воно і в деяких сучасних європейських країнах. 
У Російській імперії, відповідно до запровадженого Петром І Табеля про ранги, колезький асесор — звання 8-го класу, яке до 1845 надавалося лише дворянам. У Польщі асесори входили до складу земського, вічового, асесорського та ін. судів. 
У Речі Посполитій титул учасника сеймику, який був радником маршалка. 
У католицькій церкві засідателі в духовній колегії, консисторії, єпископському (дієцезіальному) суді. 
В Україні у 2-й половині 18 століття асесори входили до складу генерального суду.

## Інформаційний пошук і SEO
Термін «асесор» використовується також в SEO-сегменті. Асесор (англ. Assessor) — людина, яка переглядає сторінку та визначає її релевантність (тобто «оцінює» сторінку). Видача базується не тільки на тому, що проаналізують роботи, але також виходить з того, як оцінять сторінку асесори.
Асесор не обов'язково є експертом в певній області, що особливо вірно для вузькоспеціалізованих областей. Оцінка асесора впливає на видачу, тому співробітники SEO часто дивуються, коли їхній сайт більш релевантний за запитом, а стоїть нижче, так як асесор вважає по-іншому.
Основним завданням асесора є оцінка релевантності сайту пошуковому запиту. А саме:
- перевірка ресурсу на повну відповідність запиту користувача;
- оцінити дизайн та юзабіліті сайту;
- вилучити з пошукової видачі шкідливі ресурси;
- перевірити достовірність інформації і т. д.

Всі фактори, на які опирається асесор, описати неможливо, так як оцінка видачі пошукових систем індивідуальна і кожного разу вдосконалюється.